# Sanbō Kyōdan

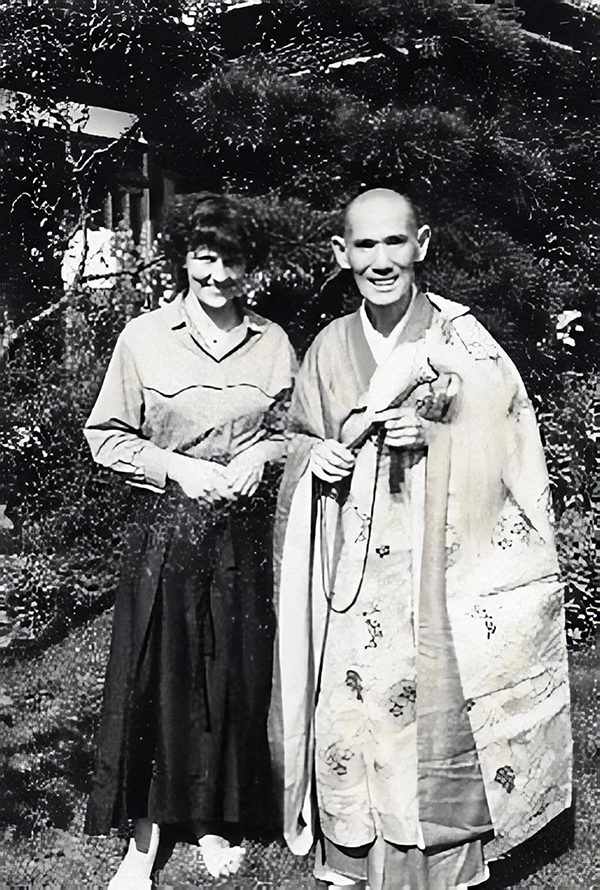
Hakuun Yasutani (à droite), fondateur de la Sanbō Kyōdan et Brigitte D'Orschy (à gauche).

 (janvier 2020).
Si vous disposez d'ouvrages ou d'articles de référence ou si vous connaissez des sites web de qualité traitant du thème abordé ici, merci de compléter l'article en donnant les références utiles à sa vérifiabilité et en les liant à la section « Notes et références ».
Sanbō Kyōdan (三宝教団, « Association des Trois Joyaux ») est un mouvement bouddhiste contemporain fondé en 1954 par le Japonais Hakuun Yasutani. Cette école zen est un mélange, entre autres, des écoles Sōtō et Rinzai. Cependant, il se distingue nettement d'elles ainsi que du zen Ôbaku, par son insistance sur la notion de kensho. Le chercheur Robert H. Sharf classe le Sanbō Kyōdan dans le courant des Nouvelles Religions.  

## Rayonnement
Si son rôle a été limité au Japon, l'Association des Trois Joyaux a eu une influence marquée sur la conception du zen en Occident, et particulièrement aux États-Unis. Cette influence est bien supérieure à la relativement marginale place qu'occupe le Sanbō Kyōdan au Japon. 
Le successeur de Yasutani à la tête de l'école, Yamada Koun (en) (1907-1989), a contribué à amener les chrétiens à la pratique du zen, notamment des prêtres jésuites, comme par exemple l'indien Ama Samy et l'allemand Hugo Enomiya-Lassalle,.
Dans la première partie de son livre Les trois piliers du zen, Philip Kapleau (en)(1912-2004) présente les enseignements de Yasutani.

## Sources
- Robert H. Sharf,  « Sanbokyodan. Zen and the Way of the New Religions », Japanese Journal of Religious Studies, vol. 22, n° 3-4, 1995 p. 417 - 458. (Lire en ligne - Consulté le 30 mars 2020)